# Jean-Pierre Klein (psychiatre)
Pour les articles homonymes, voir Jean-Pierre Klein et Klein.
 (octobre 2020).
Jean-Pierre Klein, né le 28 juin 1939 à Paris, est un psychiatre, chercheur en psychothérapie, essayiste et auteur dramatique. Il est une figure centrale de la théorisation de l’art-thérapie en France.

## Biographie
Son enfance est marquée par la référence à son père médecin généraliste, qui a été résistant dans le Grésivaudan, créant un hôpital avec les moyens de fortune en pleine montagne. Jean-Pierre Klein lui rend hommage au premier chapitre de son ouvrage Penser l’art-thérapie, en jouant sur les ambiguïtés du terme « résistance », préconisant la résistance aux résistances au changement par le travail en clandestinité. Il s’agit, selon lui, du propre de l’art-thérapie, abord indirect des problématiques de la personne, sans qu’une interprétation trop explicite n’effraie ses défenses.
Il étudie d’abord la médecine à la faculté de médecine de Paris, notamment l’externat (1959) et l’internat (1964). Il est nommé docteur en médecine de la Faculté de Médecine de Paris (mention très honorable), le 10 mai 1968. Puis il devient médecin des Hôpitaux Psychiatriques en 1968, avec pour spécialité la neuropsychiatrie, et en qualification supplémentaire la psychiatrie de l’enfant et de l’adolescent. Il est en même temps nommé chef de clinique de la Faculté de médecine de Paris en 1969 à l'Hôpital Henri Mondor à Créteil.
Il exerce les fonctions de psychiatre des Hôpitaux en pédopsychiatrie d’abord à Paris (3 premiers arrondissements) avec Guy Benoit comme chef de service puis il crée le service de psychiatrie de l’enfant à Blois où, dès 1973, il embauche, outre les soignants, des artistes, un psychopédagogue, un sociologue et ensuite un psychosémioticien. Il prend sa retraite en 1997 pour se consacrer entièrement à l’Inecat.
ll crée à Barcelone au sein de l’AEC la escuela de arteterapia à partir de 2004.
Entre 1988 et 1993, il devient chercheur associé au CNRS au sein de l’Institut de la langue française/analyse du discours (sémiotique). Il est également nommé Président du Collège de psychiatrie infanto-juvénile qu’il crée en 1992 au Ministère de la Santé. Par la suite, il reçoit le titre de docteur habilité à diriger des recherches en psychologie en 1996. Puis il est nommé psychiatre honoraire des hôpitaux en 2000.
Il s’engage dès les années 1980 comme directeur et fondateur de la revue Art et Thérapie, de l’association Art et Thérapie (1981) et de son département INECAT (Institut national d’Expression, de Création, d’Art et Thérapie). Cet institut consacré à l’art-thérapie et à la médiation artistique en relation d’aide délivre des titres professionnels de médiateur artistique en relation d’aide, et d’art-thérapeute inscrits au Répertoire national des certifications professionnelles (Niveau VI CEE).
De 2007 à 2013, Jean-Pierre Klein est président de la Fédération internationale de thérapie et relation d’aide par la médiation, OING agréée auprès du Conseil de l’Europe.
Jean-Pierre Klein écrit des ouvrages consacrés à la conceptualisation de l’art-thérapie et de la médiation artistique en relation d’aide, comme à la psychiatrie de l’enfant et de l’adolescent. Il coordonne des ouvrages collectifs et des revues (telles que Art, pédagogie, thérapie ; Apprendre à (de) l’adolescence, Psychothérapie institutionnelle, etc.), et participe à d’autres ouvrages collectifs, en France et à l’étranger. À ce jour, il a coordonné plus de 125 numéros de la revue Art et Thérapie fondée en 1981. Il est par ailleurs directeur de 2 collections aux éditions HDiffusion « Précursions » et « Psyc’ et Phi ». Il est aussi critique d’art dans Artension, lacritique.org, Art et Thérapie, Cultures en mouvement/Sciences de l’homme.
Il publie également comme auteur dramatique. Il est auteur d’une cinquantaine de pièces de théâtre dont une quinzaine a été jouée et publiée. Tous ses écrits sont traduits dans de nombreuses langues : en anglais, italien, portugais, roumain, coréen, japonais, basque, etc.
Il organise également des séminaires et manifestations comme L’engendrement de l’œuvre au Centre Pompidou (avec I. Darrault). À partir de 2010, il dirige le séminaire mensuel de janvier à juin à la Halle Saint-Pierre, consacré aux processus de création, sur des thèmes tels que : « Pouvons-nous redevenir artistes de sa vie ? », « L’énigme de la création est-elle ineffable ? », « Art-thérapie et changement de paradigme ».
Ses thèmes de recherche principaux sont : 
- Dans le domaine de la psychiatrie : la prescription médicamenteuse, aspects symboliques et défensifs, la mort et folie, de l’ethnopsychiatrie à la psychiatrie transculturelle, la référence phénoménologique en psychiatrie, la spécificité de la psychiatrie infanto-juvénile.
- En art-thérapie : le dispositif en art-thérapie, la symbolisation accompagnée, l’approche sémiotique en art-thérapie, la conceptualisation de l’art-thérapie.
- En théâtre : l’écriture spécifique théâtrale.
- La sexualité et les relations amoureuses.
- Les changements de mentalité et l’avènement d’une autre société.

## Publications

### En psychiatrie et en art-thérapie
- Jean-Pierre Klein, P. Cordelier, H. Leygnac, R., R. Millot et É. Viarmé, L’enfance malgré nous, ou toute une éducation à refaire, Paris, Mercure de France, 1972.
- Jean-Pierre Klein (préf. C. Valabrègue), Les masques de l’argent, Paris, Robert Laffont, 1984.
- Jean-Pierre Klein et M. Hénin, Métapsychothérapie de l’enfant et de l’adolescent, Paris, Desclée de Brouwer/Hommes et Perspectives, 1995.
- Jean-Pierre Klein, L’art-thérapie, coll. « Que sais-je ? », 1997, chap. 3137.
- Jean-Pierre Klein et G. Benoit, Histoire contemporaine de la psychiatrie de l’enfant, Paris, PUF, coll. « Que sais-je ? », 2000, chap. 3554.
- Jean-Pierre Klein, Violences sexuelles faites à enfant : Une nouvelle clinique, Nantes, Pleins feux, 2006.
- Jean-Pierre Klein (préf. G. Lantéri-Laura), Petit voyage iconoclaste en psychothérapie, Grenoble, PUG, 2006.
- Jean-Pierre Klein, Pour une psychiatrie de l’ellipse : les aventures du sujet en création, Paris, PUF, 1993.
- Jean-Pierre Klein (postface H. Maldiney), Penser l’art-thérapie, Paris, PUF, 2012.
- Jean-Pierre Klein, Psychothérapies d’enfants et d’adolescents, une réinvention permanente, Hermann, coll. « Psych et Phi », 2014.
- Jean-Pierre Klein, Initiation à l’art-thérapie, Marabout, 2014.
- Jean-Pierre Klein, Théâtre et dramathérapie, coll. « Que sais-je ? », 2015, chap. 4929.

### Essais, pièces de théâtre, romans
- Jean-Pierre Klein, Passion, amour, et autres cas de figure, L’Harmattan, 2010Liminaire de Sigmund Freud.
- Jean-Pierre Klein (préf. Philippe Adrien, postface Henri Caillavet), Meurtre par omission, pièce de théâtre, éditions de l’amandier.
- Jean-Pierre Klein, Femme d’un certain âge cherche jeune homme (pièce de théâtre), éditions de l’amandier.
- Jean-Pierre Klein (préf. Alain Knapp, ill. Valère Novarina), Cinq ans d’âge (pièce de théâtre), éd. Crater.
- Jean-Pierre Klein, Rien à lui, tout à lui (pièce de théâtre), éd Art et Thérapie.
- Jean-Pierre Klein, Têtes perdues (pièce de théâtre), éd Art et Thérapie.
- Jean-Pierre Klein, Scènes d’une cure ordinaire (roman suivi de son adaptation théâtrale), HDiffusion.

## Distinctions
- Médaille d'honneur des épidémies[Quoi ?]
- Chevalier des Arts et des Lettres[réf. nécessaire][12]
- Palmes académiques